# Raymond Abellio
Raymond Abellio es el pseudónimo Georges Soulès (11 de noviembre de 1907 en Toulouse - 26 de agosto de 1986 en Niza), fue un escritor francés

## Biografía
Abellio estudió en École Polytechnique y formó parte del grupo X-Crise. Abogaba por ideas de extrema izquierda pero como muchos tecnócratas apoyó el régimen de Vichy durante la Segunda Guerra Mundial. En 1942, se convirtió en secretario general del Mouvement Social Révolutionnaire (MSR), partido de extrema derecha dirigido por Eugène Deloncle. Participó en el intento de Marcel Déat de crear un partido colaboracionista unificado. En abril y septiembre de 1943, participó en las "Jornadas de Mont-Doré", una asamblea de personalidades colaboracionistas bajo los auspicios de Philippe Pétain. Tras la Liberación, fue condenado a veinte años de cárcel por colaboracionismo y escapó a Suiza. Pero fue amnistiado en 1952.
Se interesó de cerca por el esoterismo, especialmente la astrología. También se interesó en la posibilidad de un código numérico secreto en la Biblia, tema que desarrolló en La Bible, document chiffré en 1950, y después en Introduction à une théorie des nombres bibliques en 1984. Según Abellio, el número satánico 666 es en realidad el número clave de la vida, una manifestación de la Santa trinidad.
Dejó tres importantes tomos de memorias, Un faubourg de Toulouse (1907-1927), Les militants (1927-1939) y Sol Invictus (1939-1947).

## Obras

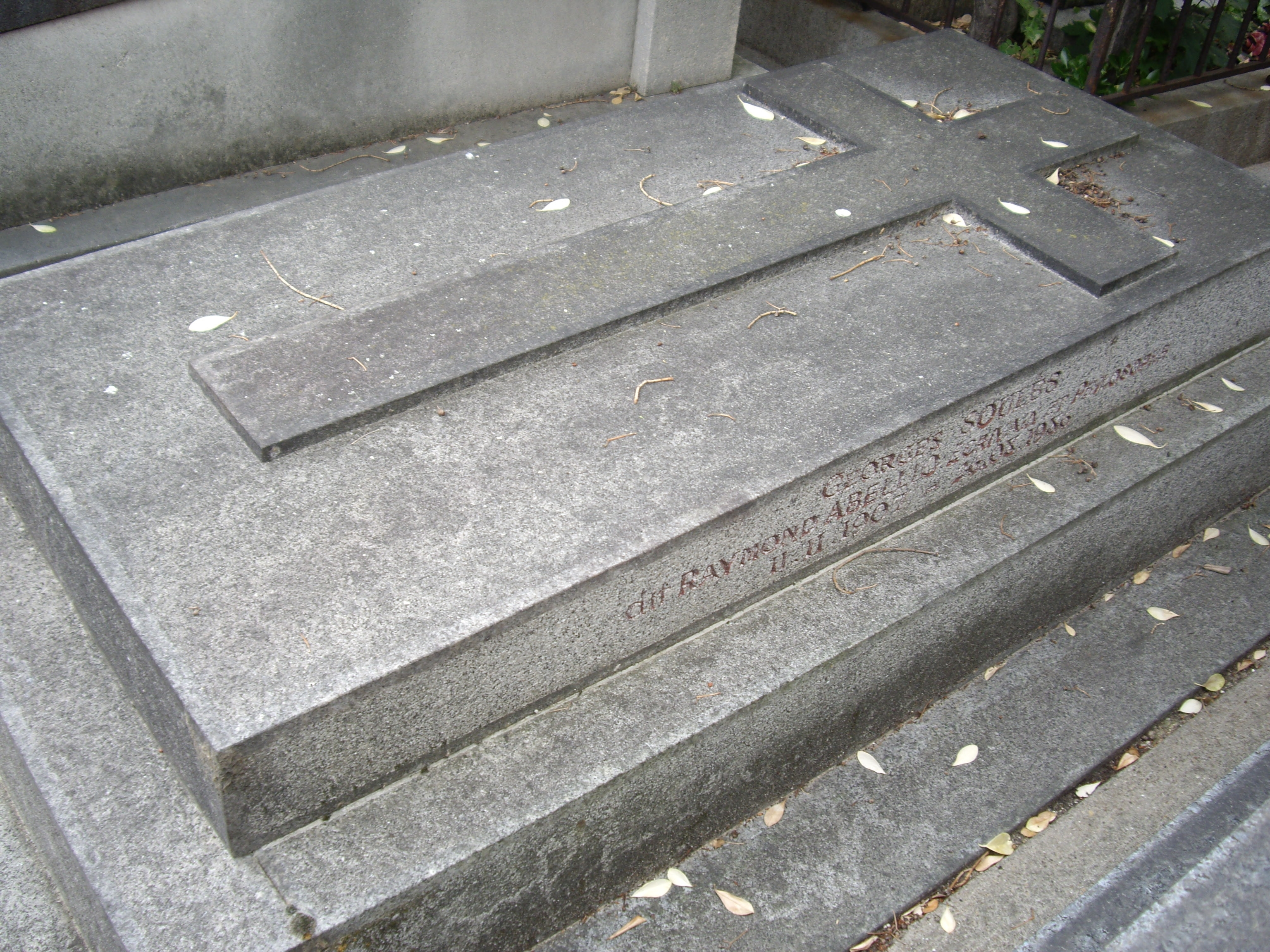
Tumba de Raymond Abellio en el cementerio de Auteuil.

### Ensayos
- La Fin du Nihilisme, (firmado bajo su nombre verdadero : Georges Soulès), essai, 1943, Éd. Fernand Sorlot (con André Mahé)
- Vers un nouveau prophétisme, essai, Éd. Gallimard, 1947, 1950, 1963.
- La Bible, document chiffré, essai, Éd. Gallimard, 1950 (2 vol.).
- Assomption de l’Europe, essai, Au Portulan, Éd. Flammarion, 1954.
- La Structure absolue, essai, coll. "Bibliothèque des Idées", Éd. Gallimard, 1965.
- Ma dernière mémoire, autobiographie
  - I. Un faubourg de Toulouse (1907-1927), Éd. Gallimard, 1972.
  - II. Les militants (1927-1939), Éd. Gallimard, 1975.
  - III. Sol Invictus (1939-1947), Pauvert chez Ramsey, 1980 Prix des Deux-Magots.
- Dans une âme et un corps (Journal 1971), Éd. Gallimard, 1973.
- La fin de l'ésotérisme, essai, Éd. Flammarion, 1973.
- Approche de la nouvelle gnose, essai, Éd. Gallimard, 1981.
- Introduction à une théorie des nombres bibliques, en collaboration avec Charles Hirsch, essai, Éd. Gallimard, 1984.
- Manifeste de la nouvelle gnose, essai, Éd. Gallimard, 1989.

### Prefacios, artículos
- "L'astrologie, science, art ou sagesse?", Janus, n° 8, p. 132-135.
- préface à Marcel Berger, La voyance m'a appris, Montaigne, 1958.
- préface à L'Idiot de Dostoïevski, Le livre de poche, 1963.
- préface (sur l'alchimie) à Armand Barbault, L'or du millième matin (1969), J'ai lu, 1970.
- préface à La recherche de l'absolu de Balzac, Gallimard, 1976.
- préface à Jean Barets, L'astrologie rencontre la science. Les preuves par 112 faits politiques, Dervy, 1977.
- préface à Dominique de Roux, Le cinquième Empire, Le livre de poche, 1980.
- préface à Jacques Dorsan, Retour au zodiaque des étoiles, Dervy, 1986.

### Ficción
- Heureux les pacifiques, novela, Éd. Flammarion, París, 1947 Prix Sainte-Beuve.
- Les yeux d'Ézéchiel sont ouverts, novela, Bruselas, 1948; Éd. Gallimard, París, 1950.
- La Fosse de Babel, novela, Éd. Gallimard, París,1962.
- Montségur, teatro, Éd. L'Âge d'Homme, 1982.
- Visages immobiles, novela, Éd. Gallimard, París, 1983.